# Пингвините
„Пингвините“ е статуя на два пингвина, част от малък фонтан със същото име, намиращ се в центъра на Стара Загора.
Градинката „Пингвините“ е любимо място за срещи и отдих. Намира се в центъра на града, северно от църквата „Св. Николай Чудотворец“.
На тази скулптура е именувана първата книжарница от веригата „Пингвините“.

## История
До 1970-те години пространството северно от църквата „Св. Николай Чудотворец“ е празно. През 1968 г. ландшафтният архитект Тянко Дянков предлага на Градския общински народен съвет да се направи басейн, за да се „разчупи“ еднообразната среда. По неофициални данни, пластиките на пингвинчетата са дело на младия тогава скулптор Валентин Старчев.
През 2013 г. градинката „Пингвините“ е благоустроена. Проектът, дело на ландшафтен архитект Бистра Ангелова и арх. Виктория Грозева, е финансиран от инвестиционна програма на общината. Ремонтът включва нов фонтан, озеленяване, осветление и настилка с разноцветни плочки.

## Популярна култура
Логото на книжарница „Пингвините“ също е пингвин. Във времето градинката е била сцена на множество прояви като Деня за борба с насилието над жени, когато пингвините осъмват, облечени с оранжеви фланелки.